# توماس إشيروود
توماس إشيروود (بالسويدية: Thomas Poppler Isherwood)‏ هو لاعب كرة قدم سويدي في مركز الدفاع، ولد في 28 يناير 1998. لعب مع بايرن ميونخ.

## وصلات خارجية
- توماس إشيروود على موقع اتحاد السويد (السويدية)
- توماس إشيروود على موقع قاعدة بيانات كرة القدم.إي يو (الإنجليزية)
- توماس إشيروود على موقع Soccerbase.com (لاعب) (الإنجليزية)
- توماس إشيروود على موقع Soccerway.com (الإنجليزية)
- توماس إشيروود على موقع عالم كرة القدم.نت (الإنجليزية)